# Marius Stănescu
Marius Stănescu (n. 11 iunie 1966, Petroșani) este un actor român. A absolvit UNATC București în 1993, la clasa profesorului Alexandru Repan. În prezent este membru al trupei Teatrului Odeon din București.  
Actorul Marius Stănescu a fost decorat la 13 decembrie 2002 cu Ordinul național Pentru Merit în grad de Cavaler, alături de alți actori, „pentru devotamentul și harul artistic puse în slujba teatrului romanesc, cu prilejul împlinirii unui veac și jumătate de existență a Teatrului Național din București”. 

## Roluri în teatru
- Hamlet în Hamletmachine de Heiner Muller, un spectacol de Dragoș Galgoțiu
- Știetot în Aventurile lui Habarnam de Nikolai Nosov, regia Alexandru Dabija
- Cloten în Cymbeline de William Shakespeare, regia Laszlo Bocsardi
- Contele Romeo Daddi în Nu se știe cum de Luigi Pirandello, regia Laszlo Bocsardi
- Lordul Henry Wotton în Potretul lui Dorian Gray de Oscar Wilde, regia Dragoș Galgoțiu
- Mosbie în Arden din Feversham, autor anonim, regia Dragoș Galgotiu
- Mircea Aldea în Gaițele de Alexandru Kirițescu, regia Alexandru Dabija
- Santiago în Alchimistul, scenariu Radu Macrinici, regia Anca Maria Colteanu
- Visător în Viața e vis de Calderón de la Barca, regia Dragoș Galgoțiu

## Roluri în film
- Cel mai iubit dintre pămînteni (1993)
- E pericoloso sporgersi (1993)
- Femeia în roșu (1997)
- Turnul din Pisa (2002)
- Examen (2003)
- Ambasadori, căutăm patrie (2003)

- Noro, regia Radu Gabrea
- Eu sunt Adam, regia Dan Pița
- Hotel de lux, regia Dan Pița
- Undeva în est, regia Nicolae Mărgineanu
- The Dancing Dogs of Dombrova   (2018) -
- Boss (2016) -  Mihai Ionescu
- Mercy Street / Strada Speranței
- The Day You Came   (2016) - David Lucas
- The Last Partisan (2016) - Jacob
- Dragoste pierdută    (2008)
- Catherine the Great    (2005) - Count Stanislaw Poniatowski
- Breakout    (1997) - Stefan Popescu
- Mincinosul   (1995)
- Confesiune    (1994)
- Dark Angel: The Ascent (1994) - Profet mincinos
- Trenul din zori nu mai opreste aici    (1994) - Majordomul

## Premii
- 2007 - Premiul pentru cel mai bun actor pentru rolul lui Hamlet din spectacolul "Hamletmachine" de la Teatrul Odeon
- 2006 - Nominalizare pentru Cel mai bun actor in rolul Romeo Daddi din piesa Nu se știe cum, Teatrul Nottara
- 2004 - Premiul UCIN pentru rol principal în filmele Examen și Ambasadori, căutam patrie
- 2004 - Cel mai bun actor la Festivalul International de Film Anonimul, Sfântu Gheorghe pentru rolul principal din Examen